# Banyumasan
Banyumasan este un trib În Indonezia. Regiunea Banyumasan este situată În partea de vest a provinciei java. Populația tribului Banyumasan din Indonezia ajunge la 15 milioane. Cu concentrare În provincia java centrală și mai multe provincii din Indonezia. Banyumasanul folosește limba Banyumasan ca limbă de zi cu zi